# Coma of Souls
Coma Of Souls – piąty album studyjny grupy Kreator wydany w 1990 roku.

## Lista utworów
| Nr  | Tytuł utworu              | Długość |
| --- | ------------------------- | ------- |
| 1.  | „When the Sun Burns Red”  | 5:28    |
| 2.  | „Coma of Souls”           | 4:18    |
| 3.  | „People of the Lie”       | 3:15    |
| 4.  | „World Beyond”            | 2:02    |
| 5.  | „Terror Zone”             | 5:54    |
| 6.  | „Agents of Brutality”     | 5:16    |
| 7.  | „Material World Paranoia” | 4:59    |
| 8.  | „Twisted Urges”           | 2:46    |
| 9.  | „Hidden Dictator”         | 4:47    |
| 10. | „Mental Slavery”          | 5:43    |
|     |                           | 44:28   |

## Twórcy
- Mille Petrozza - gitara i wokal
- Jürgen Reil - perkusja
- Rob Fioretti - gitara basowa
- Frank Gosdzik - gitara